# Toxic
"Toxic" é uma canção da artista musical estadunidense Britney Spears, contida em seu quarto álbum de estúdio In the Zone (2003). Foi composta e produzida pelo duo sueco Bloodshy & Avant, com escrita adicional por Cathy Dennis e Henrik Jonback. A sua gravação ocorreu no ano de 2003 nos estúdios Murlyn Studios em Estocolmo e Record Plant Studios em Hollywood, Califórnia. Inicialmente oferecida para a artista australiana Kylie Minogue, que rejeitou-a, a faixa foi selecionada por Spears para servir como foco de promoção do disco, depois de escolher entre "(I Got That) Boom Boom" e "Outrageous". A obra foi enviada para rádios mainstream e rhytmic em 12 de janeiro de 2004, servindo como o segundo single do projeto. Mais tarde, foi comercializada em formato digital e físico através da Jive Records.
Musicalmente, "Toxic" é uma canção dance-pop que incorpora elementos do electropop e da música bhangra, apresentando instrumentação variada como bateria, sintetizadores e guitarras de surf. Acompanhada por cordas agudas de Bollywood e vocais sussurrantes, a composição trata de estar viciada em um amante. O número recebeu análises positivas de críticos musicais, que prezaram seu gancho e seu refrão e o consideraram como a faixa mais forte de In the Zone. A música também obteve uma recepção comercial positiva, culminando nas tabelas de diversos países como Austrália, Canadá, Hungria, Irlanda e Reino Unido. Nos Estados Unidos, converteu-se na primeira obra de Spears a listar-se nas dez primeiras posições da Billboard Hot 100 em quatro anos, onde atingiu a nona colocação como melhor.
O vídeo musical correspondente foi dirigido por Joseph Kahn e estreou em 13 de janeiro de 2004 no programa Making the Video. Apresentando referências à filmes de John Woo e às produções cinematográficas Blade Runner e The Seven Year Itch, o projeto retrata Spears como uma agente secreta na busca de um frasco com um líquido verde. Após roubá-lo, ela entra em um apartamento e envenena seu namorado infiel. Um dos vídeos mais caros de todos os tempos, o trabalho também inclui cenas intercaladas da artista nua, coberta com diamantes em seu corpo. A gravação foi considerada explícita para o horário vespertino pela MTV e foi movido para a programação de fim-de-noite após o escândalo do Super Bowl XXXVIII, e recebeu quatro indicações nos MTV Video Music Awards de 2004.
Spears apresentou "Toxic" em diversas ocasiões e incluiu-a no repertório de todas as suas turnês e concertos residenciais desde o seu lançamento. A canção foi regravada por artistas como A Static Lullaby, Reece Mastin, Melanie Martinez e o elenco da série Glee, além de ter sido usada nos filmes Knocked Up e You Again e na série televisiva britânica Doctor Who. O tema rendeu a Spears seu primeiro e único Grammy Award, vencido na categoria Melhor Gravação de Dance, e credibilidade entre críticos, com publicações como Rolling Stone que citou-o em sua lista das melhores canções da década de 2000 e uma das 500 melhores de todos os tempos. A faixa foi notada por seu impacto cultural e seu apelo entre ambos os sexos, sendo descrita por Amy Schriefer da NPR como a definição do dance-pop deste período. Em 2010, Spears nomeou a canção como a preferida de sua carreira.

## Antecedentes e lançamento

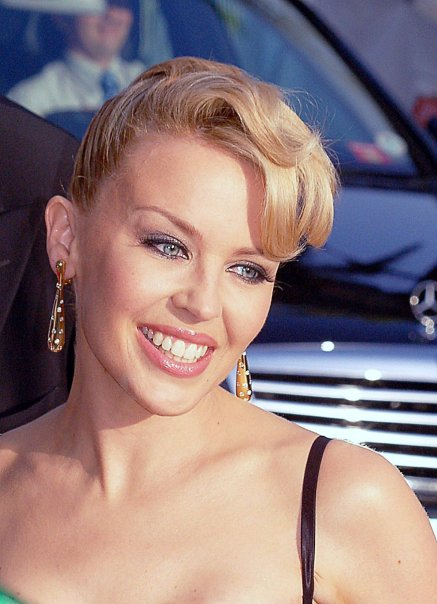
"Toxic" foi originalmente oferecida para a australiana Kylie Minogue (imagem), para ser incluída em seu disco Body Language, mas foi rejeitada.

Em novembro de 2001, Spears lançou seu terceiro álbum de estúdio Britney, que retratou temas mais adultos e provocantes e contou com o single "I'm a Slave 4 U". O trabalho vendeu cerca de quatro milhões de cópias nos Estados Unidos; no entanto, estes números foram considerados baixos em comparação aos seus discos anteriores. No ano seguinte, seu relacionamento de três anos com o cantor Justin Timberlake terminou depois de meses de especulações. Após a turnê Dream Within a Dream Tour — em apoio a Britney — ser concluída em julho de 2002, a cantora anunciou que iria fazer uma pausa de seis meses em sua carreira. Em novembro seguinte, ela revelou estar trabalhando em seu álbum seguinte, explicando: "Na verdade, eu só queria tirar umas duas ou três semanas de folga. (...) E o mundo todo começou a ficar tipo, 'Oh meu Deus, ela se foi...'". O produto final, In the Zone, veio a ser distribuído em novembro de 2003, recebendo análises geralmente positivas da mídia especializada e debutando na primeira colocação da Billboard 200 com cerca de 609 mil unidades adquiridas.
"Toxic" foi inicialmente oferecida para a cantora australiana Kylie Minogue para o seu nono disco Body Language (2003), porém ela rejeitou-a. Minogue mais tarde comentou: "Não sei por que [recusei]. Estupidez? Talvez. Britney fez um trabalho fantástico. Talvez não tivesse sido o mesmo comigo". Em dezembro de 2003, foi anunciado pela MTV News que Spears havia selecionado "Toxic" como o segundo single de In the Zone, depois de escolher entre "(I Got That) Boom Boom" e "Outrageous". Ela descreveu a canção como "alegre", e disse: "É realmente diferente, por isso eu gosto muito dela". A obra foi enviada para rádios mainstream e rhythmic estadunidenses em 12 de janeiro de 2004, através da Jive Records. Em 28 do mesmo mês, foi lançada como maxi single no Japão, sendo distribuída neste formato na Alemanha e no Reino Unido nos dias 9 de fevereiro e 1º de março, respectivamente. No segundo país, a composição foi também comercializada em CD single, enquanto que no terceiro foi lançada também nos formatos de vinil e DVD single. Em outras regiões, como Brasil, Estados Unidos e Portugal, um extended play (EP) digital composto por três remixes foi lançado em 24 de fevereiro de 2004 na loja virtual iTunes Store.

## Composição
Gravada em 2003 nos Murlyn Studios em Estocolmo e nos Record Plant Studios em Hollywood, Califórnia, "Toxic" é uma canção musicalmente derivada do dance-pop que incorpora elementos do electropop e da música bhangra. Apresenta instrumentação variada, como bateria, sintetizadores e cordas que remete ao som de Bollywood. Também contém guitarras de surf, as quais "torcem e escoram como se tivessem sido usadas em Matrix", de acordo com Garyn Ganz, da revista Spin. Sua melodia foi comparada com as de obras das trilhas sonoras dos filmes de James Bond. O gancho do tema interpola uma porção de "Tere Mere Beech Mein" da trilha sonora do filme hindi Ek Duuje Ke Liye (1981). Entretanto, a amostra não é usada totalmente, pois duas seções diferentes da música são mixadas e interpoladas em "Toxic". Na canção, Spears canta com vocais sussurrantes.
De acordo com a partitura publicada no Musicnotes.com pela EMI Music Publishing, "Toxic" é composta no tom de dó menor, com um ritmo de andamento rápido formado por 143 batidas por minuto. Os vocais de Spears variam entre as notas de fá maior3 e sol maior5. A letra relata um amor tão tóxico entre duas pessoas que se torna quase como uma droga, fazendo a cantora afirmar estar "viciada" nele. A cantora refere-se ao seu vício nas letras, interpretando linhas como "Tão alto / Que não consigo descer / Perdendo a cabeça / Dando voltas e voltas" em um falsete. Um resenhista da PopDust escreveu que o verso é a "linha mais representativa do encanto delirante e desorientador da canção". A composição termina com um outro no qual a musicista canta as linhas "Envenene-me agora / Com seu amor, agora / Acho que estou pronta agora". Nick Southall da Stylus Magazine disse que as letras fazem Spears parecer como se estivesse com medo de sexo.

## Recepção

### Crítica profissional

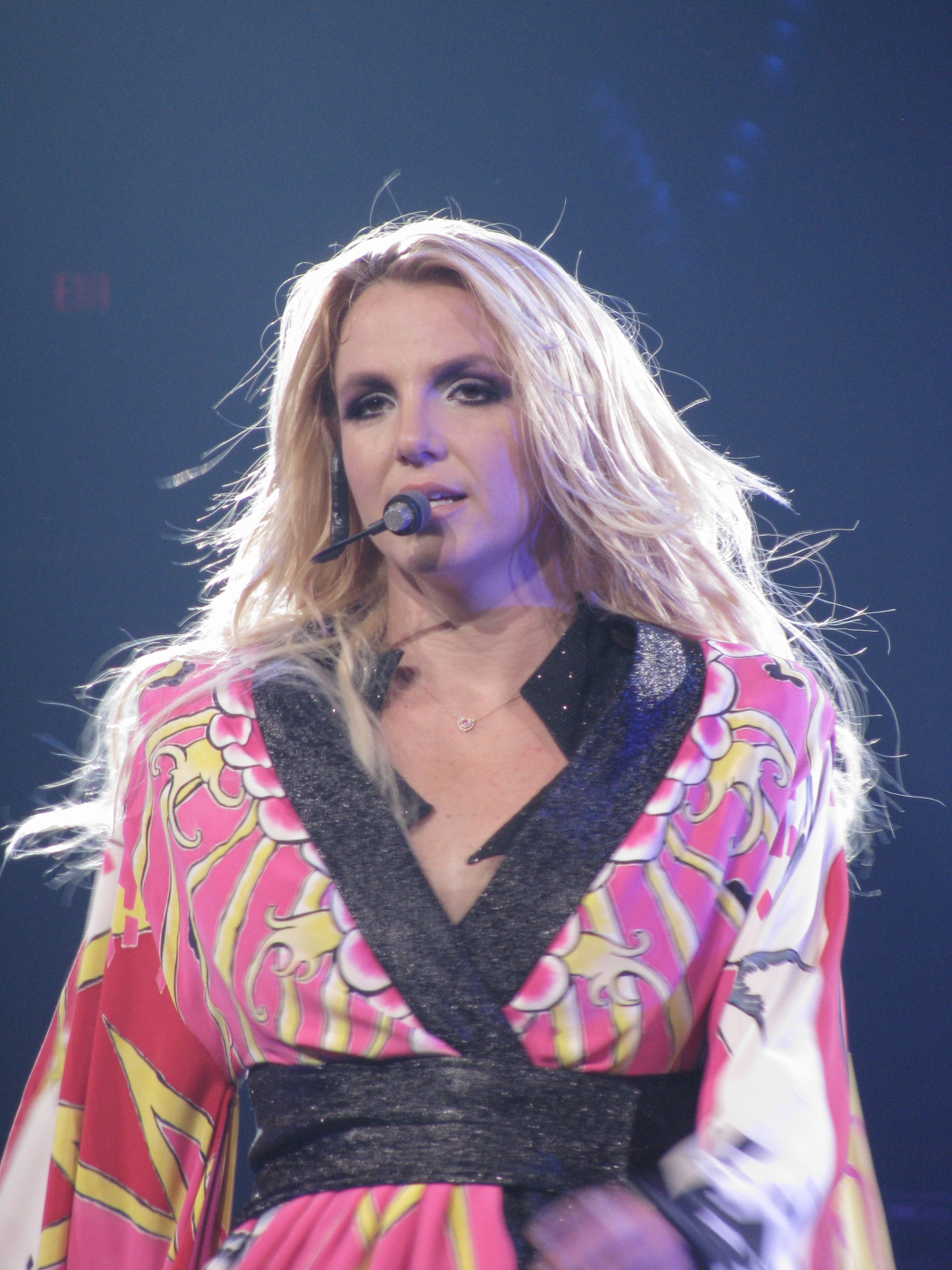
Spears apresentando "Toxic" durante a Femme Fatale Tour (2011)

Heather Richels, do The Paly Voice, elogiou o gancho e a cativação da faixa, escrevendo que esta era a canção com mais apelo em todo o disco.  Pamela Sitt, analisando a turnê The Onyx Hotel Tour para o jornal The Seattle Times, definiu o tema como o single mais forte do álbum. Eric Olsen, da MSNBC, disse que este poderia ser o maior sucesso de In the Zone e adjetivou-o de "poderosamente viciante". Caryn Ganz, resenhou na revista Spin, que "Spears apresenta bastante ousadia em 'Toxic'". Avaliando a coletânea Greatest Hits: My Prerogative (2004), Christy Lemire, da agência Associated Press, viu-a como um dos maiores sucessos de Spears e a considerou "insanamente cativante", dizendo que só o refrão em si "faz você querer perdoar o vídeo correspondente aspirante a Alias". Stephen Thomas Erlewine, do portal Allmusic, analisou que "Toxic" e "Showdown" são "músicas irresistíveis no que é claramente o disco mais ambicioso e aventuroso de Britney até a data". Em uma resenha para a compilação supracitada, ele selecionou a canção como um de seus destaques e descreveu-a como "uma faixa delirante e intoxicante". Jeffrey Epstein, da revista Out, comparou o som inovador do número com o de "Vogue", da compatriota Madonna.
Sal Cinquemani, escrevendo para a Slant Magazine, avaliou que "Toxic" e "(I Got That) Boom" apresentam "Britney entrando no hip hop, mas está claro que seu coração pertence às boates". Concedendo nota dez a canção, Fernando Diego Sioli, do jornal brasileiro O Povo, considerou-a "bem produzida" e de "letra poderosa". Ao passo que, Thiago Ney, da Folha de S.Paulo, citou-a entre as que considera serem as partes "descartáveis e bobas" de In the Zone. Jamie Gill, da Yahoo! Music Radio, comentou que "em nome da justiça, será notado que 'Toxic' e 'Showdown' seriam boas canções pop nas mãos de qualquer outra cantora menos Spears". Ruth Mitchell, da BBC News, sentiu que, embora ambas as canções "dificilmente [soem] originais, têm os refrões cativantes que você esperaria" de quem as produziu. Periodista do The Boston Globe, Joan Anderman nomeou "Toxic" como "uma cascata bem intitulada de glissandos frenéticos e mecanizados e cordas terríveis em conserva que coloca o refrão mais legal do disco (tal vez o único) em uma massa sem alegria".

### Reconhecimento
"Toxic" foi colocado na quinta posição da lista Pazz & Jop feita pelo The Village Voice, e indicada nas categorias de Melhor Canção e Melhor Single nos MTV Europe Music Awards e Teen Choice Awards de 2004, respectivamente, vencendo a última. A Pitchfork Media citou-a como a terceira melhor canção daquele ano, em uma lista com cinquenta faixas, com Rob Mitchum escrevendo que Spears "finalmente age como uma adulta, em vez de nos lembrar constantemente de que não é mais uma garota". Durante a 47.ª edição dos Grammy Awards, "Toxic" rendeu a cantora sua primeira e única vitória no prêmio, vencido na categoria Melhor Gravação de Dance, e a rendendo credibilidade entre críticos. A canção também venceu o prêmio de Trabalho Mais Executado nos Ivor Novello Awards de 2004, e foi considerada pela Stylus Magazine como o 14.º melhor single entre 2000 e 2005, entre os quinze melhores. Em uma enquete feita pela Sony Ericsson em 2005, "Toxic" foi eleita a segunda canção favorita do mundo, apenas atrás de "We Are the Champions", da banda Queen. Mais de 700 mil pessoas em 60 países deram seus votos. O tema foi incluído na compilação das 500 melhores canções desde que você nasceu feita pela revista Blender. Fez parte da lista das 500 melhores faixas da década de 2000, elaborada pela Pitchfork Media. O editor Jess Harvell comentou que Spears tinha grandes instintos pop e que "Toxic" mostrou como "ela sempre teve mais energia individualista do que suas colegas, [o que é] importante quando se está lidando com produções esmagadoras da mente de Max Martin".
Em 2009, "Toxic" foi incluída na lista das gravações mais importantes da década feita pela NPR. A comentarista Amy Schriefer notou que os sintetizadores da canção definiram o som do dance-pop do resto da década, acrescentando que "ainda soa refrescante e futurístico". A faixa também constou em várias outras compilações de melhores da década, publicadas pela NME (47.ª posição), Rolling Stone (44.ª posição) e The Daily Telegraph (17.ª colocação). A primeira publicação a considerou a gravação das diversões da década, desde "garotinhas em festas" à "boates gay e despedidas de solteira". Leitores da Rolling Stone elegeram "Toxic" como o quarto melhor single da década em uma enquete promovida pela revista. Ao compilar as 500 melhores canções de todos os tempos, a mesma publição o posicionou no 114.º posto, com sua equipe de editores descrevendo-a como uma "música que parecia pegajosa, mas também global e vanguardista. "Toxic" redefiniu a imagem e o som de Spears". Em 2022, a revista classificou "Toxic" como a melhor entre todas músicas da cantora. Bill Lamb, do portal About.com, listou-a como a 27.ª melhor canção pop de todos os tempos entre as quarenta melhores. Evan Sawdey, da PopMatters, comentou que "Toxic" é um tipo raro de música que transcende barreiras de gêneros, e acrescentou que Spears entregou a faixa que definiu seu legado. Em maio de 2010, a cantora revelou em seu Twitter que esta é a obra favorita de seu catálogo.

## Vídeo musical

### Desenvolvimento e lançamento
Isso é parte do brilho dela. (...) Ela entende totalmente que é louca e legal, que ela é a garota que ficou malvada e que está excitando você constantemente.

—Kahn comentando seu trabalho com Spears.
O vídeo musical de "Toxic" foi filmado no período de 1º a 3 de dezembro de 2003 no estúdio Universal City em Los Angeles, Califórnia. Foi dirigido por Joseph Kahn, que havia trabalhado com Spears anteriormente no vídeo musical de "Stronger" (2000). Ela abordou o diretor com um esboço de uma história na qual uma agente secreta está em busca por vingança de um ex-amante, para a qual Kahn criou um tratamento. O conceito da cantora foi, em grande parte, totalmente formado e detalhado, como por exemplo a cena em que ela joga água no colo de um passageiro. Spears disse que queria juntar-se ao mile high club e ser uma aeromoça que beija um homem no banheiro. Kahn sugeriu que esse rapaz fosse um homem obeso, para que o "homem comum" se sentisse representado. A intérprete também discutiu uma sequência na qual estaria nua e coberta por diamantes. O diretor declarou que não "tinha certeza do que estava pensando quando ela me contou sobre aquela cena, talvez naquelas introduções dos filmes de James Bond, mas cada vídeo precisa de uma imagem para ser lembrado, e é essa". A coreografia foi resultado de uma colaboração entre Brian Friedman e Spears, e cada cena teve uma rotina completamente diferente e rigorosamente estruturada. Após finalizar o tratamento, Kahn começou a enviá-lo para muitos de seus amigos e conhecidos, assim como na maioria de seus projetos. O passageiro no qual a cantora joga água foi interpretado pelo diretor de elenco de Kahn, enquanto que o homem obeso foi vivido por seu assistente. O namorado de Spears foi interpretado por Martin Henderson, que participou de Torque, primeiro filme dirigido por Kahn.
Para as cenas em que estava nua, Spears fez Kahn afastar todo o elenco, deixando-os sozinhos para filmar a sequência. Ela também filmou tomadas nas quais tinha que dançar através de uma série de lasers imaginários na frente de uma tela verde, algo considerado pelo diretor como "incrível para ser visto". Kahn preocupou-se com as últimas cenas do vídeo, nas quais a cantora mata seu namorado, pois achou que elas seriam censuradas. Ele explicou que "o truque foi fazer parecer pop ao mesmo tempo" e perguntou a Henderson: "Você gostaria de ser beijado por Britney Spears?". De acordo com o diretor, a sugestão de um sorriso que aparece no rosto do ator antes de Spears colocar o veneno em sua boca foi o que fez a sequência não ser censurada. Embora tenha sido a primeira a envolver-se no processo de edição, a artista não contatou Kahn após o escândalo da mídia em relação ao seu casamento em Las Vegas. O vídeo de "Toxic" é o mais caro de Spears até a data, com 1 milhão de dólares sendo gastos nele. A gravação estreou exclusivamente no programa Making the Video da MTV em 13 de janeiro de 2004. No dia seguinte, a intérprete apareceu no Total Request Live para lançá-lo oficialmente na emissora, onde recebeu transmissão regular. O vídeo foi lançado comercialmente pela primeira vez no DVD In the Zone, e uma versão alternativa em karaokê apresentando apenas a cena dos diamantes foi disponibilizada no vídeo Greatest Hits: My Prerogative. No Brasil, sua estreia oficial ocorreu no Fantástico, dominical da Rede Globo, em 1º de fevereiro de 2004. A BMG Brasil, gravadora da artista no país, deu exclusividade à emissora, fazendo com que o vídeo só estreasse na MTV brasileira tempos depois.

### Sinopse

Duas das sequências mais conhecidas do vídeo de "Toxic", na qual Spears é vista como aeromoça e com seu corpo sendo coberto por diamantes.

O vídeo musical começa com uma cena a céu aberto de um avião cercado por várias pombas, referenciando os trabalhos do diretor chinês John Woo. Spears aparece com cabelos loiros vestida como uma aeromoça, recebendo uma chamada telefônica. Depois de servir alguns dos passageiros, ela leva um homem obeso ao banheiro e o seduz. A musicista tira a máscara do rapaz, que revela ser um homem atraente (Matthew Felker) e rouba um passe preto de seu bolso. Em seguida, ela é carregada na parte de trás de uma Ducati 999, dirigida por um homem descamisado (Tyson Beckford) em uma Paris futurística reminiscente à retratada no filme Blade Runner (1982). Ela usa um macacão preto apertado e apresenta cabelos vermelhos, inspirada pela personagem Sydney Bristow da série Alias. Eles passam por uma mulher que tem seu vestido levantado — uma homenagem à icônica cena de Marilyn Monroe no filme The Seven Year Itch (1952) — e por outras duas que são vistas brincando na janela de uma loja.
Ao longo da gravação, são intercaladas cenas de Spears nua, com seu corpo coberto por diamantes. Tais sequências foram comparadas com as do vídeo de "The Man with the Child in His Eyes", da inglesa Kate Bush. A cantora entra na Toxic Industries e obtém acesso a um cofre, do qual rouba um frasco com um líquido verde venenoso. Ao sair do local, ela acidentalmente dispara uma armadilha de lasers, conseguindo escapar com passos de dança elaborados, incluindo uma cambalhota para trás. Em seguida, são vistas tomadas da artista usando um figurino de super-heroína e cabelos pretos. Spears escala um edifício e entra em um apartamento através de uma janela, onde seu namorado infiel (Henderson) está esperando-a. Ela o beija antes de despejar o veneno em sua boca, consequentemente matando-o. A vocalista beija seu parceiro novamente e pula da janela. Quando a canção acaba, Spears pisca para a câmera e é vista novamente no avião usando roupas de aeromoça. O vídeo termina com o veículo sendo visto voando com pombos logo atrás, como no início.

### Recepção e impacto
Jennifer Vineyard, da MTV, comparou o vídeo com de "Cry Me a River", de Justin Timberlake, dizendo que "enquanto seu ex da vida real perseguiu sua namorada traidora no vídeo dele, [...] Spears vai em uma abordagem mais letal". Em 10 de fevereiro de 2004, a emissora anunciou que devido ao escândalo do Super Bowl XXXVIII, ocorrido dias antes, no qual o seio direito de Janet Jackson foi exposto ao vivo para mais de cem milhões de espectadores, "Toxic" e outros cinco vídeos seriam movidos para a programação de fim de noite, entre dez da noite e seis da manhã. Uma porta-voz da rede declarou que "dada a sensibilidade especial na cultura neste momento, nós estamos indo para o lado da precaução para o futuro imediato". A gravação foi indiciada para Melhor Vídeo de Artista Internacional nos MuchMusic Video Awards de 2004, perdendo para "Crazy in Love", de Beyoncé. Recebeu outras quatro indicações nos MTV Video Music Awards do mesmo ano, nomeadamente Melhor Vídeo Feminino, Melhor Vídeo Dance, Melhor Vídeo Pop e Vídeo do Ano, porém perdeu em todas. Corey Moss, da MTV, comentou que a cantora "permanece a Susan Lucci do VMA". Chris Watts e Bert Yukich, supervisores de efeitos visuais, venceram o prêmio de Outstandng Visual Effects in a Music Video no terceiro Visual Effects Society Awards.
Em setembro de 2009, "Toxic" foi eleito por usuários do MUZU TV como o vídeo mais sensual de todos os tempos. A produção também foi usada em Life is Pornography, uma arte videográfica feita em 2005 por Jubal Brown. Amy Schriefer, da NPR, notou que, no vídeo, Spears não estava mais tentando se afastar de seus estilo e imagem de teen pop dos anos 1990; ela estava confortável e se divertindo, sem tentar gerar qualquer tipo de controvérsia calculada. O vídeo musical de "Break the Ice", da própria cantora, possui um estilo anime e foi baseado na personagem de agente secreta interpretada por ela no de "Toxic". O vídeo de "Womanizer" foi criado por Spears como uma sequela ao de "Toxic". A roupa encrustada de diamantes usada por Lady Gaga na gravação audiovisual de "LoveGame" foi comparada à de "Toxic". No episódio de "Britney/Brittany", da série Glee, a personagem Brittany Pierce (Heather Morris) dançou em uma roupa de diamantes durante uma regravação de "I'm a Slave 4 U", também de Spears. Em uma enquete feita pela Billboard em 2011, o vídeo musical foi eleito o segundo melhor da década de 2000, apenas atrás de "Bad Romance", de Lady Gaga.A redatora Jillian Mapes escreveu que a intérprete "provou que ela surge em todos os sabores (...) Mas o único papel que permanece constante ao longo do vídeo com bastante dança: a devoradora de homens sensual". Lançado em 2015, o vídeo musical de "Bad Blood", de Taylor Swift, recebeu diversas comparações por apresentar semelhanças ao de Spears. Os detalhes incluem o cabelo em tom vermelho de Swift, a direção (ambos foram dirigidos por Kahn) e os figurinos.

## Apresentações ao vivo

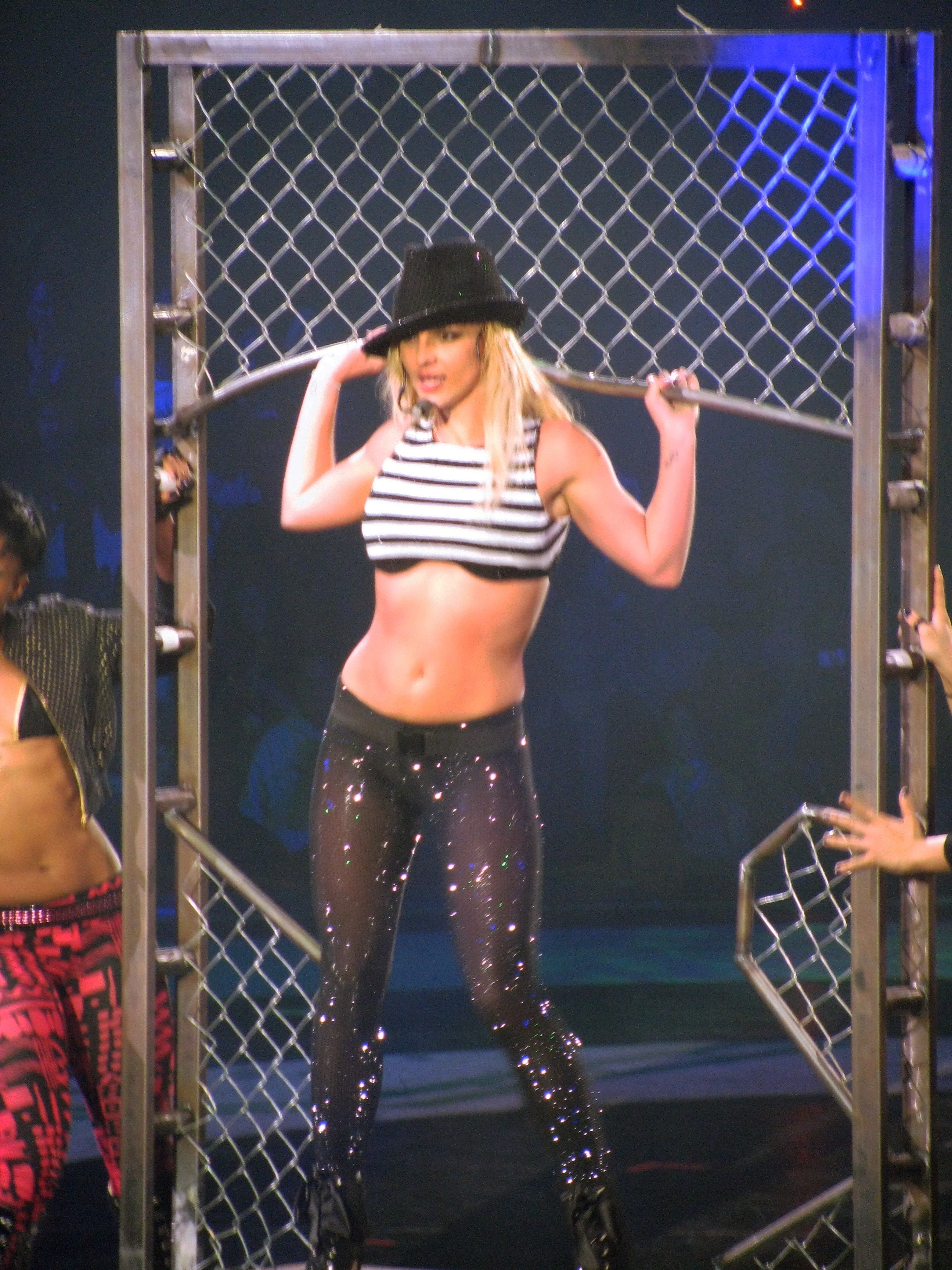
Spears apresentando "Toxic" na turnê the Circus Starring Britney Spears (2009)

"Toxic" foi tocado por Spears no Britney Spears: In the Zone, um concerto especial que foi ao ar na ABC em 17 de novembro de 2003. Ela também interpretou-o, em 8 de dezembro, como atração principal do evento Jingle Ball realizado no Staples Center. Foi o número de abertura do show, e a intérprete apareceu vestindo uma blusa preta e uma capa branca. Embora a coreografia tenha sido considerada "erótica", Corey Moss, editor da MTV, comentou que parte da "magia" foi perdida devido ao uso de sincronia labial por parte dela e um ajudante de palco consertando um adereço durante a performance. Em 24 de janeiro de 2004, ela abriu os NRJ Music Awards cantando "Toxic". Durante a cerimônia, a cantora também entregou o Prêmio NRJ de Honra pela Carreira para Madonna. Spears deu voz a "Toxic" como número de abertura da turnê The Onyx Hotel Tour; antes de seu início, ela o citou, junto de "Everytime", como as músicas que mais estava animada para tocar. Depois de uma introdução na qual aparecia brevemente em um telão, a cantora subiu ao palco em cima de um ônibus, vestindo um macacão preto justo. Ela estava cercada por dançarinos vestidos de funcionários e colunas de iluminação LED, sugerindo a fachada de um hotel chamativo na Vegas Strip. A MTV UK comentou: "Tudo bem, ela não canta tanto quanto faz mímica em 'Toxic', [...] Mas o que você espera quando ela está executando simultaneamente uma coreografia de dança vigorosa, subindo escadas móveis e descendo postes de bombeiro?".
A música também foi interpretada como a última da the M+M's Tour. Depois de "Do Somethin'", em que Spears usava um sutiã rosa choque, um casaco de pele branco e uma saia jeans, ela encerrava o concerto com "Toxic", ladeada de quatro dançarinas com figurinos similares aos de Shakira. Após a apresentação, a estadunidense agradeceu ao público e apresentou seus dançarinos. Durante a turnê the Circus Starring Britney Spears, a obra também foi realizada. Após um interlúdio em que os dançarinos exibiram seus movimentos individuais, o palco foi iluminado com efeitos verdes de ficção científica, e Spears aparecia sobre trepa-trepas em movimento. Jerry Shriver, do jornal USA Today, sentiu que "'Toxic', a favorita dos fãs [...] teve sucesso porque o foco estava exclusivamente na estrela". Jane Stevenson, do Toronto Sun, considerou-a uma das performances de destaque do show, junto com "...Baby One More Time" e "Womanizer". Um editor da revista Screen comentou: "O ponto alto do concerto foi a performance consecutiva de dois dos maiores sucessos de Britney, 'Toxic' e 'Baby One More Time' [sic], que fez a multidão explodir em aplausos".

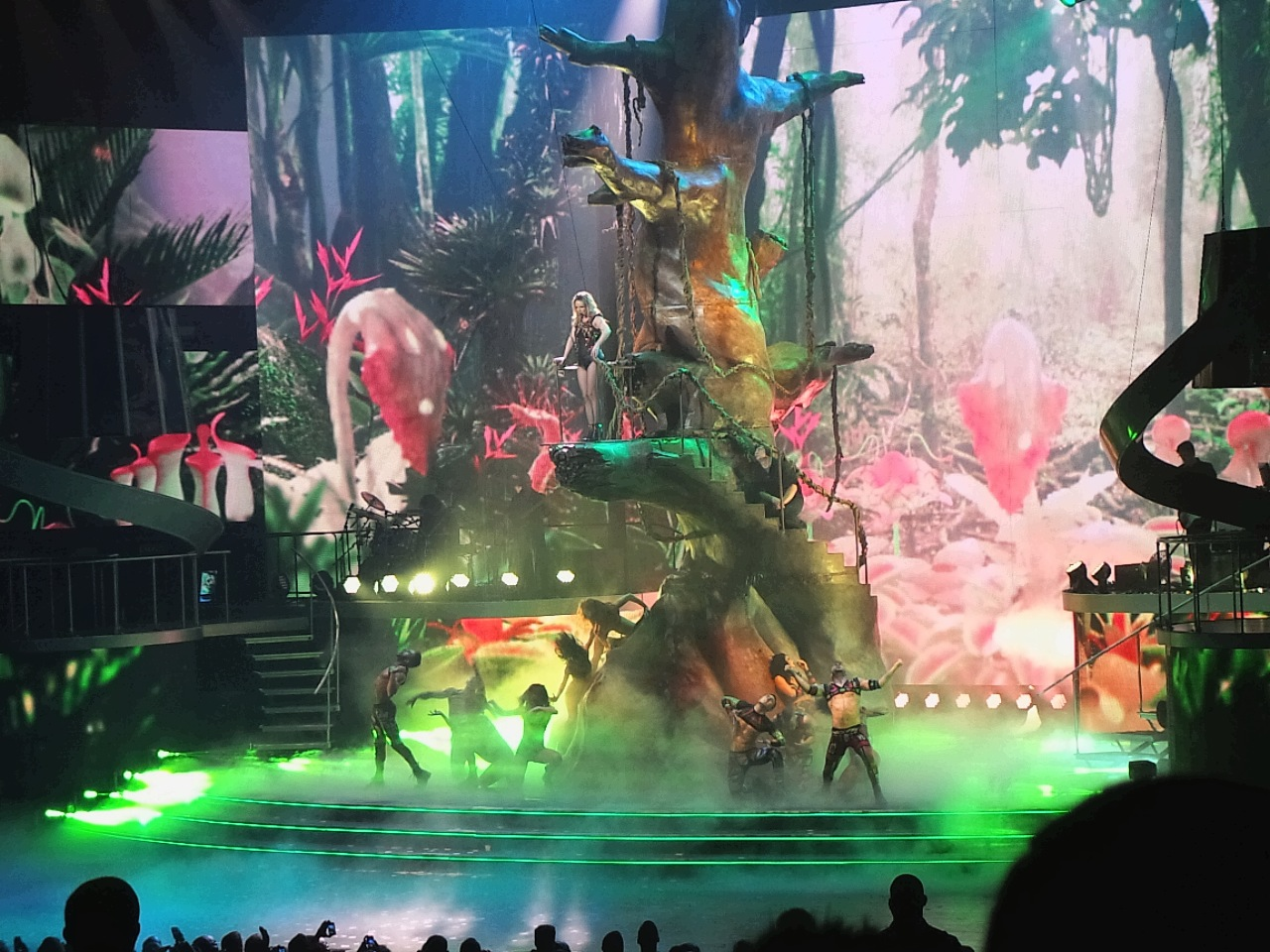
Spears apresentando "Toxic" na Britney: Piece of Me em 2014.

A música foi executada na Femme Fatale Tour (2011). Após um intervalo de vídeo em que Spears encontra e captura o stalker que a persegue, o show continua com um remix de "Toxic" inspirado nas artes marciais, no qual ela usa um quimono e luta contra ninjas dançantes. Para Keith Caufield, da Billboard, o desempenho era comparável ao de "Sky Fits Heaven", de Madonna, na Drowned World Tour (2001). Shirley Halperin, jornalista do The Hollywood Reporter, afirmou que "[os] números de tempo moderado [...] pareciam estagnar rapidamente, onde ofertas mais rápidas como 'Womanizer', 'I Wanna Go' e 'Toxic' fez a multidão com ingressos esgotados pular no lugar". August Brown, do Los Angeles Times, considerou: "Os únicos pontos fracos do conjunto foram as revisões sonoras de itens básicos de seu catálogo [...] 'Toxic' permanece totalmente inovador e não precisou de uma revisão inspirada em Ibiza". A cantora deu voz a música durante o último ato de sua residência em Las Vegas, Britney: Piece of Me (2013-18). O número começa retrabalhado em uma versão balada e, em seguida, Spears é vista sobre uma árvore gigante. Antes do refrão começar, ela salta da árvore em uma espécie de bungee jumping sob uma cortina de água. Quando chega ao palco os primeiros acordes da música começam e a apresentação prossegue. Nos Billboard Music Awards de 2016, foi apresentada como a última música de uma mistura de grandes sucessos da artista, com coreografia totalmente inédita. Também foi adicionada ao setlist de sua apresentação no iHeartRadio Music Festival em 24 de setembro de 2016. Spears cantou "Toxic" como parte de sua apresentação no Apple Music Festival, em Londres, em 27 de setembro do mesmo ano. A performance da música no Britney: Piece of Me, realizada no Dick Clark's New Year's Rockin' Eve, foi transmitida ao vivo pela ABC, em 31 de dezembro de 2017, sendo assisitida por 25 milhões e 600 mil expectadores.

## Impacto cultural

### Regravações
"Toxic" foi interpretado pelo elenco da série de televisão Glee em episódio intitulado "Britney/Brittany" (2010), inspirado em Bob Fosse e iniciado pelo personagem Will Schuester. Nos Estados Unidos, sua versão estreou na décima sexta posição da Billboard Hot 100, vendendo 109 mil cópias de acordo com a Nielsen SoundScan. A releitura também alcançou a posição 37, 15 e 16 na Austrália, Canadá e Irlanda, respectivamente. "Toxic" foi regravado, novamente, no episódio "100", da mesma série, por Dianna Agron, Heather Morris e Naya Rivera. A cantora e compositora britânica Juliet Turner deu voz a "Toxic" para a compilação Even Better Than the Real Thing Vol. 2 (2004). A banda alemã BossHoss regravou "Toxic" para seu álbum de estreia, Internashville Urban Hymns (2005). A dupla Local H incluiu-a em seu primeiro álbum ao vivo, Alive '05 (2005). Uma versão instrumental da faixa foi lançada pela banda Monsters from Mars. O conjunto norueguês Hurra Torpedo adicionou-a em seu quarto lançamento, Kollossus of Makedonia (2006). O produtor britânico Mark Ronson interpretou uma versão hip hop da canção, com a participação do cantor e compositor Tiggers e um verso póstumo do rapper Ol' Dirty Bastard. Foi incluído em seu segundo álbum de estúdio, Version (2007).
A banda britânica Hard-Fi fez uma interpretação da canção para a coletânea Radio 1 Estabelecida em 1967 (2007). O músico Shawn Lee executou-a em seu álbum Shawn Lee's Ping Pong Orchestra (2007). O tema foi gravado pela franco-israelense Yael Naïm em seu álbum de estreia homônimo (2007). Uma releitura em ritmo eletrônico, feita pelo grupo britânico Metronomy. Já a cantora israelense Shiri Maimon gravou uma versão de "Toxic" em língua hebraica. Em seu oitavo álbum, Viva la Vodka (2009), o cantor Richard Cheese interpretou a obra. Foi gravado pela banda A Static Lullaby para sua coletânea Punk Goes Pop 2 (2009). Um videoclipe foi lançado, apresentando diferentes sósias de Spears vestindo roupas de vários videoclipes dela. Em seu EP intitulado Sad Britney (2007), o cantor Christopher Dallman executou a canção junto com "...Baby One More Time",  "Gimme More" (2007) e "Radar". Em 2006, durante o festival Bonnaroo Music Festival, o trio acústico Nickel Creek interpretou "Toxic".
A cantora e compositora australiana Kate Miller-Heidke executou-a em uma versão ópera, durante o lançamento de um telefone celular em Sydney, em agosto de 2007. Ela a dedicou a Spears, acrescentando: "Ela está passando por um momento difícil no momento [...] Esta é para você". A cantora e compositora Ingrid Michaelson realizou o tema regularmente em sua turnê Everybody Tour de 2010. A regravação feita por The Hit Crew foi usada em Just Dance 2. A versão de Michaelson termina com ela e a banda fazendo uma pausa para dançar com a obra original. A banda Selena Gomez & the Scene fez uma homenagem a Spears durante sua turnê We Own the Night Tour de 2011. A mistura incluiu sucessos da cantora, como "...Baby One More Time", "(You Drive Me) Crazy" (1999), "Oops!... I Did It Again" (2000), "I'm a Slave 4 U" (2001) e "Toxic", mixado de forma semelhante ao Megamix de Chris Cox incluído em Greatest Hits: My Prerogative. Durante sua estreia no programa The Voice, a cantora Melanie Martinez executou "Toxic" tocando um violão e um pandeiro com o pé. Três dos jurados, Adam Levine, CeeLo Green, e Blake Shelton, apertaram o botão "I Want You" para ela. Em 2014, David J realizou-a ao lado de Sasha Grey. Em 2 de dezembro de 2016, Madonna deu voz a música, durante um evento de caridade para o Malawi, em uma versão diferente e mais sombria da mesma.
A composição também foi regravada pela cantora escocesa Nina Nesbitt e pela banda Dog Park Dissidents, ambos em 2019. Foi incluída no número "Backstage Romance" do musical Moulin Rouge!, onde é cantada em uma mistura com "Bad Romance", "Tainted Love", "Seven Nation Army", and "Sweet Dreams (Are Made of This)". Em 2021, a dupla Altégo postou no TikTok um trecho de um mashup de "Toxic", e "Pony", de Ginuwine, que rapidamente se tornou viral. Em janeiro de 2022, o mashup foi concluído e lançado oficialmente pela Sony Music Entertainment sob o título "Toxic Pony", sendo creditado a Altégo, Spears e Ginuwine. Comercialmente, alcançou a posição 40 na parada Billboard Pop Airplay. Em 2022, uma versão acústica de "Toxic" foi realizada pela cantora britânica Mabel para a edição Apple Music de seu segundo álbum de estúdio, About Last Night. No mesmo ano, a cantora espanhola Lola Índigo a reinterpretou durante seu concerto no Teatro Eslava Madrid. Um sample de "Toxic" foi utilizado pela cantora americana Beyoncé na noite de abertura de sua Renaissance World Tour (2022).

### Uso na mídia
No episódio "The End of the World" (2005), da série Doctor Who, a personagem Cassandra revela uma antiga jukebox que reproduzia "Toxic" como um exemplo de "uma balada tradicional" de cerca de 5 bilhões de anos antes. A revista NME considerou que a inclusão da música marcou seu impacto cultural. No filme Knocked Up (2007), a obra é tocada quando Seth Rogen e Paul Rudd estão dirigindo para Las Vegas. O diretor Judd Apatow explicou que inicialmente tentou usá-la no filme, The 40-Year-Old Virgin (2005), na cena em que Leslie Mann está dirigindo embriagado. É também apresentada no filme You Again (2010). No filme de suspense americano Promising Young Woman (2020), a canção foi tocada em arranjo de cordas, com o produtor da trilha sonora Anthony Willis dizendo que "'Toxic' é uma das maiores canções pop dos [anos 2000]. É uma faixa fantástica e tem uma letra tão evocativa. E então, se você ouvir aquele riff e aquela música, você está imaginando a palavra 'tóxico', mas na verdade não a está ouvindo". Na novela britânica Emmerdale (2021), é tocada quando Meena Jutla (Paige Sandhu) dança a música depois de assassinar Leanna Cavanagh (Mimi Slinger). "Toxic" foi remixado com "Viva Las Vegas", de Elvis Presley, para o filme Elvis (2022). Foi lançado em 6 de janeiro de 2023, como "Toxic Las Vegas", um remix criado por Jamieson Shaw. No jogo Just Dance 2023 Edition a canção é apresentada, em sua versão original em vez da regravação de The Hit Crew que foi adicionada anteriormente em Just Dance 2.